# Chwała Hiszpanii
Chwała Hiszpanii, hiszp. Glorificación de España – fresk włoskiego malarza barokowego Giovaniego Tiepola.
Gdy Tiepolo otrzymał zlecenie wykonania dekoracji do Pałacu Królewskiego, miał już 66 lat. Pierwsze szkice do malowidła wykonał we Włoszech, a następnie przewiózł je do Madrytu. Wielkość przedsięwzięcia wymogła zatrudnienia do jego zrealizowania jego dwóch synów, Giandomenico i Lorenzo.

Fresk został namalowany na plafonie sali tronowej. U jego podstaw przebiegał profil architektoniczny, na którym przedstawiono cnoty króla Hiszpanii Karola III. Fresk był częścią dekoracji nad plafonem, przedstawiającej personifikacje prowincji hiszpańskich i części świata, natomiast wokół nich umieszczono charakterystycznych dla regionów mieszkańców. Wszystkie epizody z życia króla wzbogacone zostały fantazyjnymi detalami malarskimi. W centrum plafonu widoczne są liczne amorki, alegorycznie symbolizujące cnoty, postacie mitologiczne i bogowie. Tiepolo w malowaniu fresków wykorzystał wszelki repertuar dekoratorski dla wyniesienia dynastii panującej. Na pierwszy rzut oka kompozycja wydaje się mało spoista, jednak tworzy złożoną całość. Według Mario Abisa: 

... w tej rozległej wizji wytwarza się spoistość różnych elementów. pustkę w centrum przecinają w wielu punktach spiralne formy. które wiążą kompozycję w jedną całość:oto prawdziwy temat dzieła

## Galeria

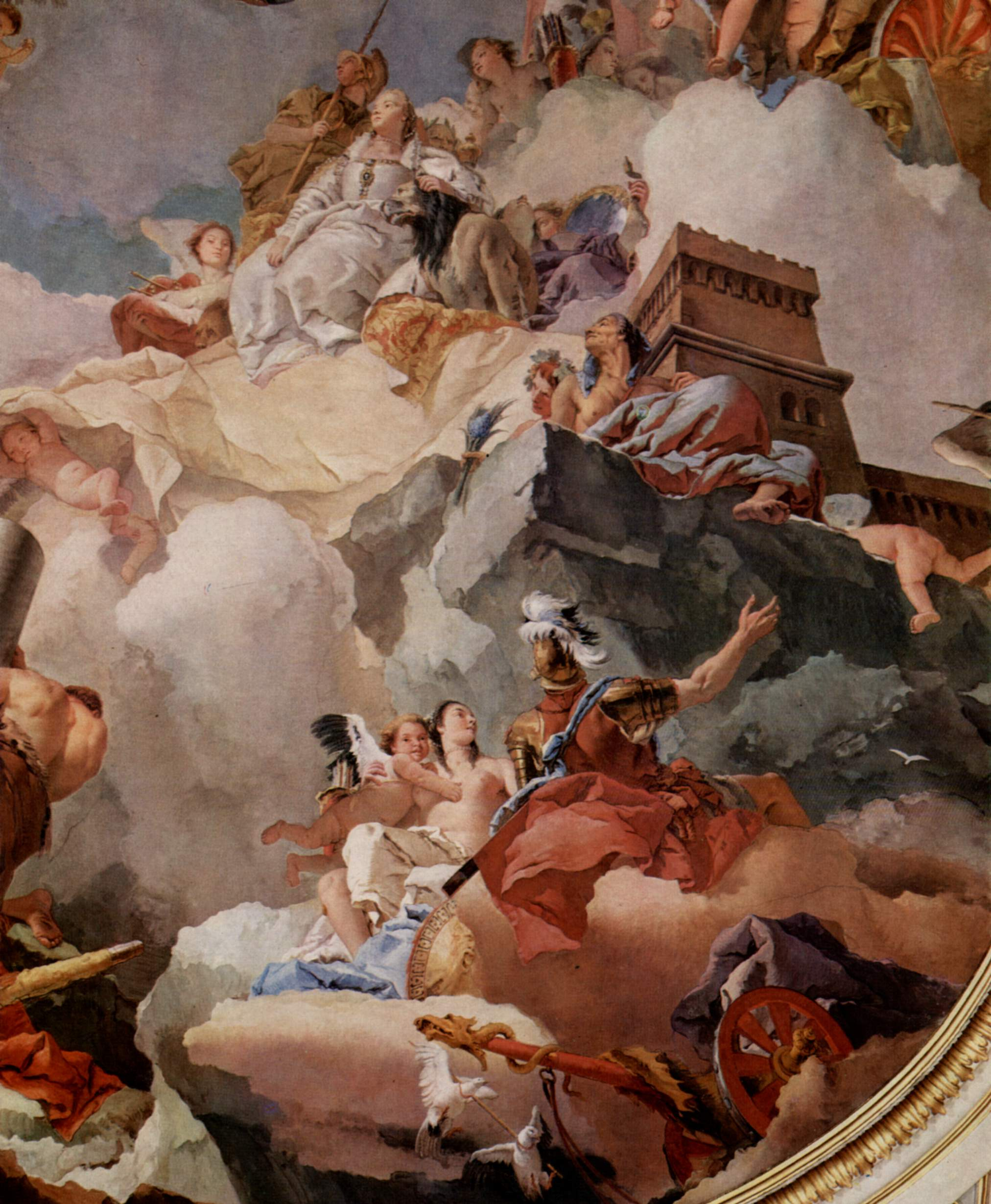
Freski na plafonie w Pałacu Królewskim
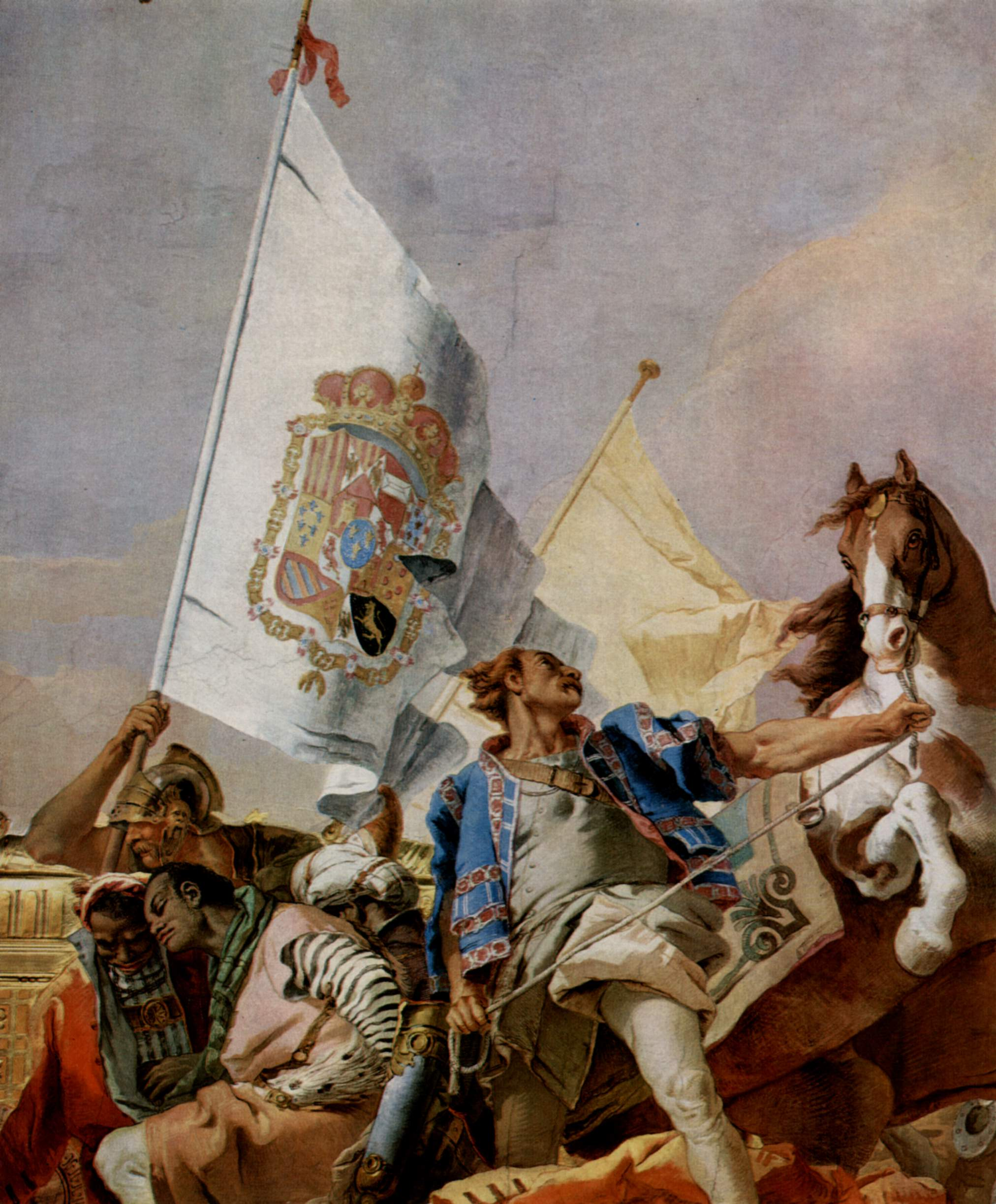
Freski na plafonie w Pałacu Królewskim